# وزارة الدفاع (السعودية)
وزارة الدفاع هي إحدى الوزارات السيادية في المملكة العربية السعودية المُكلفة بالتنظيم الإداري والعملياتي واللوجستي المتعلق مباشرة بالأمن القومي والقوات المسلحة، وعلى عاتقها تقع مسؤولية الدفاع عن أراضي وحدود المملكة ومصالحها من التهديدات الخارجية. تضم الوزارة أربعة أفرع رئيسية وهي القوات البرية والقوات البحرية والقوات الجوية والدفاع الجوي، كما تضم عدة هيئات تابعة منها رئاسة هيئة الأركان المشتركة وهيئة الاستخبارات العسكرية بالجيش ومركز الدفاع الوطني.
اعتبارًا من عام 2015 تستحوذ القوات المسلحة بالوزارة على أكثر من نصف إجمالي الموظفين داخل المؤسسة العسكرية الواقعة تحت السيطرة المزدوجة مع وزارة الحرس الوطني. يقع مقرها الرئيسي في العاصمة الرياض. كما يتبع الوزارة عدّة كليات وأكاديميات عسكرية مستقلة لكافة فروُعها المسلحة.
يبلغ حجم الإنفاق العسكري حسب ميزانية 2022 171 مليار ريال سعودي وهي أقل بنسبة 10.2% عن إنفاق عام 2021.
يرأس الوزارة منذ 27 سبتمبر 2022 خالد بن سلمان آل سعود خلفاً لأخيه محمد بن سلمان آل سعود الذي غادر الوزارة ليصبح رئيس مجلس الوزراء.

## تاريخ الوزارة وتطورها

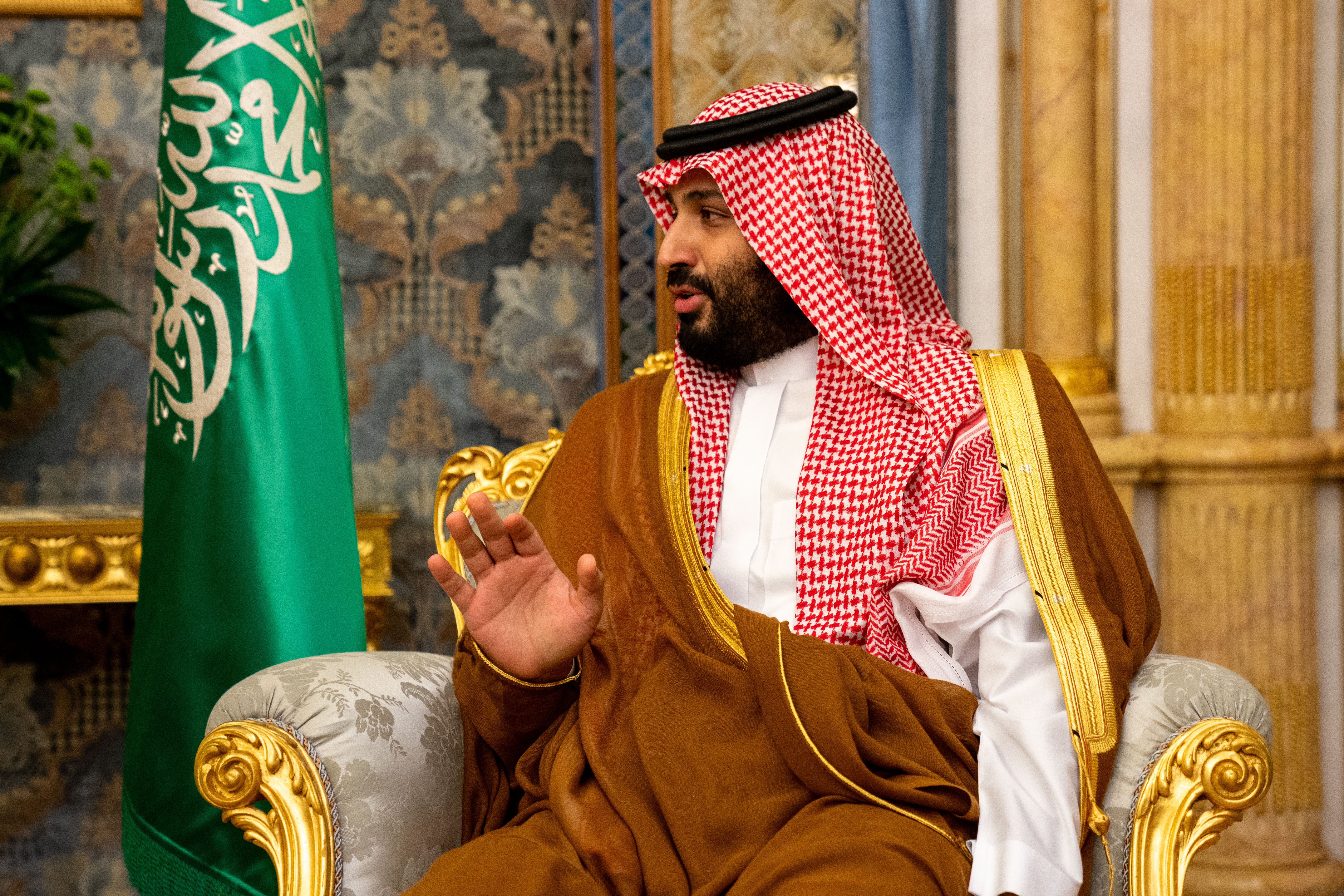
الأمير محمد بن سلمان بن عبد العزيز آل سعود وزير الدفاع من 2015 إلى 2022.

### الدائرة العسكرية
- في عام 1344هـ/ 1925 قرَّر الملك عبد العزيز آل سعود إنشاء جيش نظامي يكون ولاؤه للدولة قبل الولاء القبلي أو الإقليمي، وبمجرد أن عاد إلى الحجاز أمر بإحداث الدائرة العسكرية عام 1344هـ/ سبتمبر 1926[5] وفي عام 1358هـ/ سبتمبر 1939[5] تحوّلت الدائرة العسكرية إلى مسمى رئاسة أركان حرب الجيش ومرتبطة بوكالة الدفاع آنذاك.[6]

### وكالة الدفاع
- في عام 1353 هـ/ 1933 صدر الأمر الملكي الموجه للنائب العام بتأسيس وكالة الدفاع وبمقتضاه عين عبد الله الحمدان وكيلًا لها، والعميد حسن تحسين العسكري مساعدا للوكيل، بالإضافة إلى عمله المناط به مديرا للأمور العسكرية، وقامت الوكالة بمسؤوليات الجيش وتنظيم الهيئات العسكرية وإعطاؤها أسماء تبين ملامح مهامها وطبيعة تكوينها، ويرجع إحداث المدرسة العسكرية في الطائف إلى بداية عمل الوكالة في ذلك العام. وقد اختيرت مدينة الطائف لتكون مقراً للوكالة، وذلك لتواجد القوات العسكرية بداخلها ولمناسبة مناخها للتدريب، وللاستفادة من الثكنة العسكرية بها قبل قيام الدولة السـعودية الحديثة. كما اهتمت الوكالة بالجانب التعليمي وتطوير المدرسة العسكرية؛ لتقوم بدور مميز في مجال التأهيل العسكري.

### وزارة الدفاع والمفتشية العسكرية
- بتاريخ 5 ذو القعدة 1363هـ الموافق 10 نوفمبر 1943 صدر المرسوم الملكي القاضي بإلغاء وكالة الدفاع وإنشاء وزارة للدفاع والمفتشية العامة وتعيين منصور بن عبد العزيز آل سعود وزيراً للدفاع ومفتشاً عاماً للأمور العسكرية.

### وزارة الدفاع والطيران والمفتشية العامة
- بتاريخ 7 رجب 1371هـ الموافق 2 أبريل 1952 أصبح اسم وزارة الدفاع هو «وزارة الدفاع والطيران والمفتشية العامة» نظراً لما تم من توسع في مجالات الطيران التي تعنى بها الوزارة وبحكم تبعية الهيئة العامة للطيران المدني والخطوط الجوية والرئاسة العامة للأرصاد وحماية البيئة (تحولت إلى هيئة لاحقًا).

### وزارة الدفاع
- بتاريخ 9 ذو الحجة 1432هـ الموافق 5 نوفمبر 2011 أصدر الملك عبد الله بن عبد العزيز آل سعود أمراً ملكياً بتعديل اسم «وزارة الدفاع والطيران والمفتشية العامة» ليُصبح «وزارة الدفاع».[7][8]

## الأهداف الاستراتيجية
حدّدت وزارة الدفاع خمسة أهداف إستراتيجية لتنفيذ رؤية السعودية 2030 وهي تحقيق التفوق والتميز العملياتي المشترك، وتطوير الأداء التنظيمي لوزارة الدفاع، وتطوير الأداء الفردي ورفع المعنويات، وتحسين كفاءة الإنفاق ودعم توطين التصنيع العسكري، وتحديث المعدات والأسلحة.

## قائمة الوزراء

وزراء الدفاع

| الصورة                                | الاسم (الميلاد–الوفاة)                  | مدة المنصب                   | مدة المنصب                   | مدة المنصب                   | الملك                          | رئيس الوزراء                   |
| الصورة                                | الاسم (الميلاد–الوفاة)                  | تولى المنصب                  | ترك المنصب                   | الوقت في المنصب              | الملك                          | رئيس الوزراء                   |
| وزير الدفاع والمفتشية العامة          | وزير الدفاع والمفتشية العامة            | وزير الدفاع والمفتشية العامة | وزير الدفاع والمفتشية العامة | وزير الدفاع والمفتشية العامة | وزير الدفاع والمفتشية العامة   | وزير الدفاع والمفتشية العامة   |
| ------------------------------------- | --------------------------------------- | ---------------------------- | ---------------------------- | ---------------------------- | ------------------------------ | ------------------------------ |
|                                       | منصور بن عبد العزيز آل سعود (1918–1951) | 22 أكتوبر 1943               | 1 مايو 1951                  | 7 سنوات و191 أيام            | عبد العزيز آل سعود             | لا يوجد                        |
|                                       | مشعل بن عبد العزيز آل سعود (1926–2017)  | 12 مايو 1951                 | 2 أبريل 1952                 | 326 أيام                     | عبد العزيز آل سعود             | لا يوجد                        |
| وزير الدفاع والطيران والمفتشية العامة |                                         |                              |                              |                              |                                |                                |
|                                       | مشعل بن عبد العزيز آل سعود (1926–2017)  | 2 أبريل 1952                 | 26 ديسمبر 1956               | 4 سنوات و268 أيام            | عبد العزيز آل سعود             | لا يوجد                        |
| سعود بن عبد العزيز آل سعود            | مشعل بن عبد العزيز آل سعود (1926–2017)  | 2 أبريل 1952                 | 26 ديسمبر 1956               | 4 سنوات و268 أيام            | عبد العزيز آل سعود             |                                |
| سعود بن عبد العزيز آل سعود            | مشعل بن عبد العزيز آل سعود (1926–2017)  | 2 أبريل 1952                 | 26 ديسمبر 1956               | 4 سنوات و268 أيام            |                                |                                |
| فيصل بن عبد العزيز آل سعود            | مشعل بن عبد العزيز آل سعود (1926–2017)  | 2 أبريل 1952                 | 26 ديسمبر 1956               | 4 سنوات و268 أيام            |                                |                                |
|                                       | فهد بن سعود آل سعود (1923–2006)         | 26 ديسمبر 1956               | 21 ديسمبر 1960               | 3 سنوات و361 أيام            |                                |                                |
|                                       | محمد بن سعود آل سعود (1934–2012)        | 22 ديسمبر 1960               | 21 أكتوبر 1963               | 2 سنوات و303 أيام            | سعود بن عبد العزيز آل سعود     |                                |
| فيصل بن عبد العزيز آل سعود            | محمد بن سعود آل سعود (1934–2012)        | 22 ديسمبر 1960               | 21 أكتوبر 1963               | 2 سنوات و303 أيام            |                                |                                |
|                                       | سلطان بن عبد العزيز آل سعود (1928–2011) | 1 نوفمبر 1963                | 22 أكتوبر 2011               | 47 سنوات و355 أيام           |                                |                                |
| فيصل بن عبد العزيز آل سعود            | سلطان بن عبد العزيز آل سعود (1928–2011) | 1 نوفمبر 1963                | 22 أكتوبر 2011               | 47 سنوات و355 أيام           |                                |                                |
| خالد بن عبد العزيز آل سعود            | سلطان بن عبد العزيز آل سعود (1928–2011) | 1 نوفمبر 1963                | 22 أكتوبر 2011               | 47 سنوات و355 أيام           | فهد بن عبد العزيز آل سعود      |                                |
| فهد بن عبد العزيز آل سعود             | سلطان بن عبد العزيز آل سعود (1928–2011) | 1 نوفمبر 1963                | 22 أكتوبر 2011               | 47 سنوات و355 أيام           | فهد بن عبد العزيز آل سعود      |                                |
| عبد الله بن عبد العزيز آل سعود        | سلطان بن عبد العزيز آل سعود (1928–2011) | 1 نوفمبر 1963                | 22 أكتوبر 2011               | 47 سنوات و355 أيام           |                                |                                |
| عبد الله بن عبد العزيز آل سعود        | سلطان بن عبد العزيز آل سعود (1928–2011) | 1 نوفمبر 1963                | 22 أكتوبر 2011               | 47 سنوات و355 أيام           |                                |                                |
| وزير الدفاع                           |                                         |                              |                              |                              |                                |                                |
|                                       | سلمان بن عبد العزيز آل سعود (1935–)     | 5 نوفمبر 2011                | 23 يناير 2015                | 3 سنوات و79 أيام             | عبد الله بن عبد العزيز آل سعود | عبد الله بن عبد العزيز آل سعود |
|                                       | محمد بن سلمان آل سعود (1985–)           | 23 يناير 2015                | 27 سبتمبر 2022               | 7 سنوات و247 أيام            | سلمان بن عبد العزيز آل سعود    | سلمان بن عبد العزيز آل سعود    |
|                                       | خالد بن سلمان آل سعود (1988–)           | 27 سبتمبر 2022               | حتى الآن                     | 2 سنوات و313 أيام            | سلمان بن عبد العزيز آل سعود    | محمد بن سلمان آل سعود          |

## أقسام القوات المسلحة

### القوات البرية
هي أقدم القوات العسكرية في المملكة. تتكون القوات من عدة قيادات أسلحة، وكليات ومعاهد ومدارس، وتشكيلات وإدارات وهيئات ومجموعات مختلفة، تتكاتف فيما بينها لتكون قادرة وبكل كفاءة، على خوض غمارات الحروب والمعارك العسكرية. وقد جاء تطور البنية الفكرية والثقافية والتنظيمية والقتالية للقوات البرية من خلال تطور قيادات أسلحتها الرئيسية وازدياد أفرادها بشكل متطرد. ويتم تخريج ضباط القوات البرية من كلية الملك عبد العزيز الحربية.

### القوات الجوية
تحولت من قوة جوية دفاعية إلى حد كبير إلى واحدة من القوات الجوية ذات القدرات الهجومية المتقدمة. وتملك الآن ثالث أكبر أسطول من طائرات إف-15 إي سترايك إيغل الهجومية المتقدمة بعد القوات الجوية الأمريكية وقوة الدفاع الذاتي الجوية اليابانية.
شكلت القوة الجوية في منتصف العشرينيات من القرن العشرين. يقع مقر قيادة القوات الجوية في العاصمة الرياض. يتكون التسليح الأساسي للقوات الجوية الملكية من طائرات الإف-15 والتورنادو واليوروفايتر تايفون، وتعتبر القوات الجوية الملكية السعودية واحدة من أكبر القوات الجوية في آسيا

### القوات البحرية

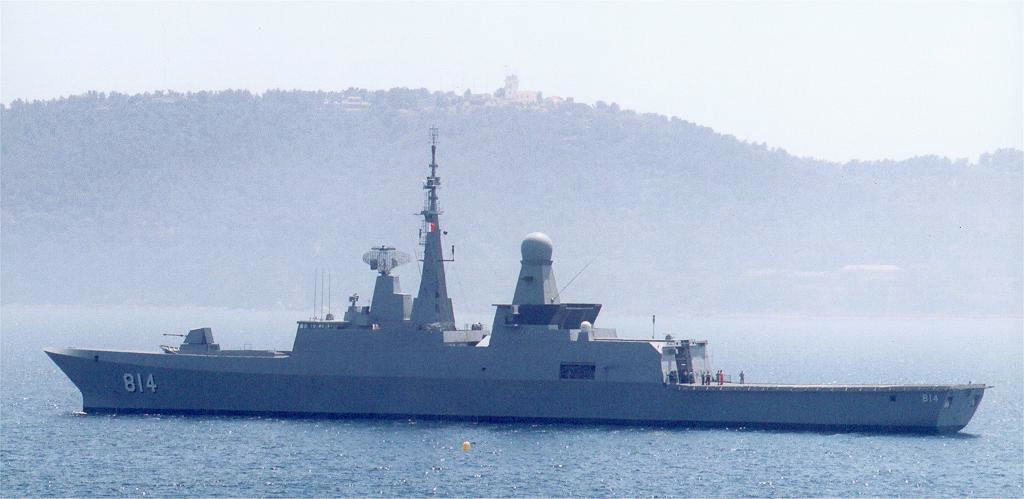
الفرقاطة مكة

يرجع تاريخ نشأة القوات البحرية إلى الخمسينيات من القرن الماضي، ففي بدايات العام 1395هـ بدأ التنفيذ الفعلي لمشروع التطوير للقوات البحرية، والذي يشتمل على بناء المرافق الأساسية مثل القواعد العسكرية والسفن الحربية ومبنى قيادة القوات البحرية.
كانت بداية تأسيس القوات البحرية في العام 1377هـ بمدرسة سلاح البحرية بالدمام ضمن تشكيلات الجيش العربي السعودي، والتي تطورت فيما بعد إلى قاعدة بحرية صغيرة واستمرت ضمن تشكيلات الجيش العربي السعودي، وقد تسلمت البحرية خلال هذه الفترة أول قطعة بحرية وهي زورق دورية من الولايات المتحدة الأمريكية.
يقع مبنى قيادة القوات البحرية في العاصمة الرياض، وتنقسم القوات إلى قسمين الأسطول الشرقي في الخليج العربي والأسطول الغربي في البحر الأحمر، وقد قدرت قوة البحرية في عام 2001 بـ 12,500 فرد للبحرية و3,000 فرد لمشاة البحرية، تضطلع القوات البحرية بمهام حماية المنشآت الاقتصادية في عرض البحر وحماية القوافل التجارية والعسكرية والمدنية وتأمين صادرات الدولة ووارداتها إضافة إلى مساعدة السلطات المدنية في عمليات الإخلاء والإنقاذ أثناء الكوارث والأزمات.

### قوات الدفاع الجوي
مهمتها الدفاع عن أجواء المملكة وإسقاط الطائرات والصواريخ المعادية. وتعد أنظمة قوات الدفاع الجوي السعودي من أعقد أنظمة الدفاع الجوي في الشرق الأوسط والعالم الإسلامي.

### القوات المشتركة
هي القيادة المشرفة على الكفاءة القتالية والجاهزية للقوات، والتي تقود العمليات القتالية حين مواجهة التهديدات بدعم من فروع القوات المسلحة، ويقود القوات المشتركة الفريق الركن مطلق بن سالم بن مطلق الأزيمع منذ 15 أكتوبر 2021.

### قوة الصواريخ الاستراتيجية الملكية السعودية
بدأت السعودية بالتزود بقوة الصواريخ الباليستية منذ عام 1407هـ، سميت قوات الصواريخ الباليستية سابقا باسم مشروع الصقر، وبعد اكتمال المشروع سُميت باسمها الحالي.

### الخدمات الطبية
أدى تنظيم القوات العسكرية بالمملكة إلى إنشاء طبابة الجيش بالطائف عام 1367هـ، وكانت عبارة عن مستوصف يتسع لعشرة أسرة، وفي عام 1370هـ سُميت بالصحة العسكرية، وفي عام 1371هـ اُفْتُتِحَ مستشفى الأمير منصور العسكري بالطائف بسعة 36 سريراً. زِيدَتْ السعة إلى مائة 100 سرير بنهاية العام، وفي عام 1373هـ اُفْتُتِحَ مستشفى الأمير مشعل بالخرج، وفي عام 1373هـ اُفْتُتِحَ مستشفى القوات المسلحة بالرياض. وفي 29 ذو الحجة 1392هـ صدر أمر من قبل وزير الدفاع بتعديل المسمى إلى الإدارة العامة للخدمات الطبية للقوات المسلحة. واتسعت خدماتها لتشمل جميع القوات المسلحة وأصبحت ذات ميزانية مستقلة اعتبارا من العام المالي 1394هـ /1395 هـ.
ثم بدأت المملكة العربية السعودية بالتوسع بافتتاح عدد من المدن الطبية والمراكز الصحية والمستشفيات لمنسوبيها من القوات العسكرية بمختلف القطاعات.
ففي عام 12 محرم 1399هـ، افتتح الملك خالد بن عبدالعزيز آل سعود، مدينة الأمير سلطان الطبية العسكرية في الرياض.المدينة مجهز بتسعمائة وعشرون سريرا. وتحتوي على الركن الجنوبي الغربي المخصص بوجه عام للمرضى الذين يحتاجون الرعاية المطولة أو الذين ليست حالاتهم حادة. ومبنى (111) والذي يشمل الجناح الملكي. ويعمل في مدينة الأمير سلطان الطبية العسكرية بالرياض حوالي 7179 موظف من جنسيات متعددة. وفي عام 17 ذو الحجة 1403هـ، تم افتتاح مستشفى كلية الملك عبدالعزيز الحربية في الرياض. ويستوعب 34 مريضا منوما ويقدم الرعاية الطبية للأسرة والمجتمع وعلاج الأسنان وخدمات الإسعاف والطوارئ.
وفي عام 8 مايو 1979م، افتتح الأمير سلطان بن عبدالعزيز آل سعود مستشفى المؤسسة العامة للصناعات الحربية في الخرج، وهو مجهز بواحد وسبعين سريرا ويعمل فيه حوالي 285 موظفا.

### إدارة الشؤون الدينية
تختص الإدارة العامة للشؤون الدينية للقوات المسلحة في التوجيه الروحي والإرشاد والتوعية الدينية، وتوفير جميع احتياجات أقسام وأفرع وملحقات القوات المسلحة من مساجد ومراكز ومعارض دينية 
وتعمل على رفع الجاهزية في أقسام الشؤون الدينية في جميع المناطق ضباطاً وأفراداً ومدرسين، ورفع الروح المعنوية وتقوية الوازع الديني لمنسوبي القوات المسلحة، والعناية بالمساجد التابعة لها في المناطق من خلال إنشاء وترميم وصرف جميع الاحتياجات، إضافة إلى عدد من النشاطات مثل توعية الجاليات وإقامة المعارض والدورات.

### الخدمات الإنسانية
تقدم وزارة الدفاع عدد من الخدمات المساعدة مثل عمليات الإنقاذ، والشحن الجوي، ونقل المساعدات للدول المتضررة من الحروب والكوارث الطبيعية، كما تشارك في خدمة الحجاج أثناء مواسم الحج بالتعاون مع القطاعات الأخرى.

## شعارات أفرع القوات المسلحة وأقسامها

### الشعارات

شعار القوات المسلحة

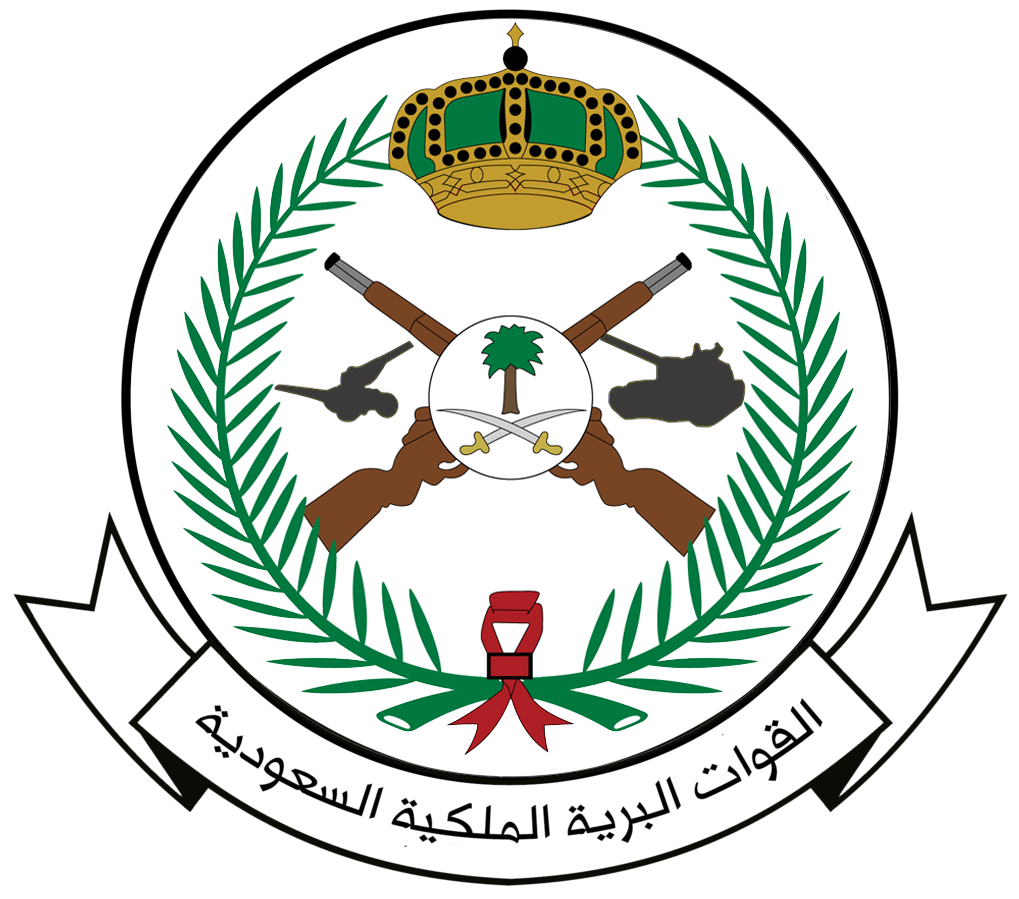
القوات البرية الملكية السعودية
القوات الجوية الملكية السعودية
القوات البحرية الملكية السعودية
الدفاع الجوي الملكي السعودي
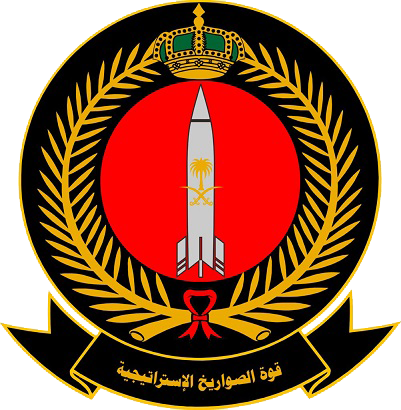
قوة الصواريخ الاستراتيجية الملكية السعودية

الخدمات الطبية للقوات المسلحة السعودية

### الرايات

القوات المسلحة السعودية (نسبة: 2:3)

القوات البرية الملكية السعودية (نسبة: 2:3)
علم القوات الجوية الملكية السعودية (نسبة: 2:3)
علم القوات البحرية الملكية السعودية (نسبة: 2:3)
علم الدفاع الجوي الملكي السعودي (نسبة: 2:3)
علم قوة الصواريخ الاستراتيجية الملكية السعودية (نسبة: 2:3)